# Crambixon
Crambixon là một chi bướm đêm thuộc họ Crambidae.